# Megapodius nicobariensis
Megapodius nicobariensis là một loài chim trong họ Megapodiidae.